# Turnišče
 Turnišče  (Bántornya en hongrois ou Törnišča en prekmure) est une commune située dans la région du Prekmurje au nord-est de la Slovénie.

## Géographie
La commune est localisée à l'est de la Slovénie à la frontière avec la Hongrie dans la région dénommée Prekmurje. La zone s'étend sur la plaine pannonienne et fait partie du bassin hydrographique du Danube.

### Villages
Gomilica, Nedelica, Renkovci et Turnišče.

## Histoire
La localité est mentionnée pour la première fois au XIIIe siècle. En 1524, elle obtient les droits de marché et en 1548 elle obtient le statut de ville. La région est économiquement orientée dans la fabrication de chaussures et depuis 1979 la commune abrite un musée de la chaussure.

## Démographie
Entre 1999 et 2021, la population de la commune de Turnišče a légèrement diminué mais demeure légèrement supérieure à 3 000 habitants,.
Évolution démographique
| 1999  | 2000  | 2001  | 2002  | 2003  | 2004  | 2005  | 2006  | 2007  |
| ----- | ----- | ----- | ----- | ----- | ----- | ----- | ----- | ----- |
| 3 589 | 3 586 | 3 570 | 3 548 | 3 539 | 3 510 | 3 496 | 3 478 | 3 480 |
| 2008  | 2009  | 2010  | 2011  | 2012  | 2013  | 2014  | 2015  | 2016  |
| 3 495 | 3 380 | 3 375 | 3 380 | 3 377 | 3 338 | 3 321 | 3 286 | 3 263 |
| 2017  | 2018  | 2019  | 2020  | 2021  |       |       |       |       |
| 3 248 | 3 206 | 3 194 | 3 145 | 3 190 |       |       |       |       |

## Personnages célèbres
- Ferenc Sbüll, poète slovène de langue hongroise.
- Vilmos Tkálecz politicien.